# Furmanivka, Novoukraiinka
Furmanivka (în ucraineană Фурманівка) este localitatea de reședință a comunei Furmanivka din raionul Novoukraiinka, regiunea Kirovohrad, Ucraina.

## Demografie
Componența lingvistică a localității Furmanivka
     Ucraineană (91,39%)
     Română (4,64%)
     Rusă (1,16%)
     Alte limbi (1%)
Conform recensământului din 2001, majoritatea populației localității Furmanivka era vorbitoare de ucraineană (91,39%), existând în minoritate și vorbitori de română (4,64%), armeană (1,66%) și rusă (1,16%).